# كازو أوزاكي
كازو أوزاكي (باليابانية: 尾崎 加寿夫) (7 مارس 1960 في طوكيو في اليابان – )؛ هو لاعب كرة قدم ياباني سابق كان يلعب كمهاجم. سبق له أن لعب مع منتخب اليابان.

## وصلات خارجية
- كازو أوزاكي على موقع الاتحاد الدولي (مؤرشف)  (الإنجليزية)
- كازو أوزاكي على موقع رابطة كرة القدم اليابانية للمحترفين (اليابانية)
- كازو أوزاكي على موقع قاعدة بيانات كرة القدم.إي يو (الإنجليزية)
- كازو أوزاكي على موقع بيانات كرة القدم. دي إي (الألمانية)
- كازو أوزاكي على موقع ناشيونال فوتبول تيمز (الإنجليزية)
- كازو أوزاكي على موقع عالم كرة القدم.نت (الإنجليزية)
- National Football Teams
- Japan National Football Team Database